# Industrialisierung Frankreichs
Die Industrialisierung Frankreichs im 19. Jahrhundert verlief langsamer als die Großbritanniens und Deutschlands, obwohl das französische Kaiserreich unter Napoleon zu Beginn des 19. Jahrhunderts die führende Wirtschaftsmacht Europas war.

## Stadien der Industrialisierung

### Proto-Industrialisierung
In Frankreich war durch den Merkantilismus im Ancien Régime die Proto-Industrialisierung mit Verbreitung des Verlagssystems bereits weit fortgeschritten, besonders in den Gegenden um Amiens und Rouen, sowie in der Bretagne und der Champagne, wo große Zentren der Leinenweberei existierten.

### Frühe Industrialisierungen
Die Erfindung und Verbreitung der Dampfmaschine und ihr Einsatz im Bergbau, in der Textilindustrie, bei der Eisenbahn und in der Schifffahrt (Dampfschiff) trieben in England in der zweiten Hälfte des 18. Jahrhunderts die industrielle Entwicklung zügig voran („Industrielle Revolution“).
Aus den einträglichen Kolonien kamen zahlreiche Rohstoffe ins Vereinigte Königreich.
In Frankreich dagegen war nach den Wirren der Französischen Revolution und den napoleonischen Kriegen die Risikobereitschaft, die nötig ist, um in ein Unternehmen oder eine neue Technologie anstelle von Grundbesitz zu investieren, weniger ausgeprägt als anderswo.
Die durch die napoleonische Kontinentalblockade hervorgerufene Abschirmung des Binnenmarktes gegen Großbritannien wurde durch die streng protektionistische Zoll- und Tarifpolitik der Restaurationszeit im Wesentlichen beibehalten. Diese Politik brachte allerdings nicht den gewünschten Wirtschafts- und Innovationsschub; mangels Konkurrenz gab es wenig Anreize zur Modernisierung des produzierenden Gewerbes und der Industrieanlagen. Im Rahmen der merkantilistischen Politik entwickelte sich die Schwerindustrie und wurde konkurrenzfähig. Die hohen Zölle schadeten dagegen der Leichtindustrie.
Überlegene englische Technologien hielten zu Beginn des 19. Jahrhunderts durch eine Kombination von Technologietransfer und Industriespionage in Frankreich allmählich Einzug. So führte der englische Mechaniker William Cockerill, Senior im Jahre 1813 eine Wattsche Dampfmaschine in das französisch besetzte Belgien ein, die als Modell für Replikate benutzt wurde. Dies geschah trotz aller britischen Versuche, die technischen Neuerungen im eigenen Land zu halten. In Großbritannien war die nicht lizenzierte Ausfuhr von Maschinen verboten (Exportkontrolle).
Frankreich, welches die Dampfmaschine schon seit 1781 – wenn auch nur in geringer Stückzahl – verwendete, profitierte von diesem Technologietransfer. Die Baumwollspinnerei nach der „allgemeine[n] Einführung der mule-jennys“ wurde der wohl modernste Gewerbesektor des Landes. Insgesamt schaffte diese fortschreitende Technisierung von Schlüsselindustrien (besonders der Textilindustrie) die Grundlage für eine flächendeckende Industrialisierung.

### Die Take-Off-Phase
Die eher schleppende Entwicklung nahm im Zeitraum 1830 bis 1860 an Fahrt zu, es kam zu einem rasanten Anstieg der industriellen Produktion. Das Wirtschaftswachstum in Frankreich blieb jedoch weiterhin hinter dem in anderen europäischen Ländern zurück. Deutschland schaffte es in dieser Zeit, die Industrialisierung im ganzen Land beschleunigt fortzusetzen. Es gelang jedoch nicht, den Rückstand zu Großbritannien wesentlich zu verkleinern.
Zwar erhielten Maschinen und technische Neuerungen in allen Industriebereichen Einzug und es wurde vermehrt konzentriert und arbeitsteilig produziert, jedoch verdrängte die moderne Industrie die alten Produktionsformen nicht in allen Bereichen vollständig. So wurde Hanf im Jahre 1850 immer noch ausschließlich mit der Hand gesponnen und der Anteil der maschinengetriebenen Flachsspinnerei machte lediglich zehn Prozent der nationalen Flachsverarbeitung aus.
Durch die Februarrevolution 1848 wurden die Bourbonen endgültig gestürzt. Präsident der Zweiten Republik wurde Louis Napoléon. 1852 ernannte er sich zum Kaiser Napoleon III. (Zweites Kaiserreich 1852–70). Er trieb Prestigepolitik und erwarb weitere Kolonien in Nord- und Mittelafrika, Madagaskar und Indochina.
Nachdem Napoléon III. seit seinem Staatsstreich vom 2. Dezember 1851 internationale Wirtschaftsabkommen nicht mehr durch das Parlament ratifizieren lassen musste, begann Frankreich 1860 mit befreundeten Nationen und wichtigen Handelspartnern Meistbegünstigtenverträge abzuschließen (diese wurden 1881 auch auf Deutschland ausgedehnt). Insgesamt führte dies zu einer vorsichtigen Öffnung des französischen Binnenmarktes.
1855 fand die erste Weltausstellung in Frankreich statt. Sie wurde nach dem Vorbild der Londoner Great Exhibition von 1851 gestaltet und sollte diese wenn möglich übertreffen.
Weitere Weltausstellungen ebenfalls in Paris gab es 1867, 1878, 1889 (Eiffelturm), 1900 (und dann erst wieder 1937).

### Konsolidierungsphase
Von 1860 zum Ausbruch des Ersten Weltkriegs festigte sich die französische Wirtschaft, obwohl in den 1870er Jahren Frankreich nach dem Deutsch-Französischen Krieg seine Kriegsschulden abzahlen und hohe Reparationen an das Deutsche Kaiserreich zahlen musste.
Napoleon III. wurde 1870 nach der Schlacht von Sedan gefangen genommen;
Nach der Niederlage im Deutsch-Französischen Krieg (1870/71) wurde er abgesetzt und machte der Dritten Republik Platz.
Daher stand noch weniger Kapital für Investitionen zur Verfügung, was auch die Abschwächung des Wirtschaftswachstums zur selben Zeit verursachte.
Auf der anderen Seite verringerten sich durch den Bau von Eisenbahnstrecken die Transportzeit und die Transportkosten erheblich und trugen so zu einer erhöhten Produktivität bei, die Frankreich in ausgesuchten Bereichen auch international konkurrenzfähig machte. Dies zeigte sich auch in der Zoll- und Abgabenpolitik der Regierung, die die bisher sehr restriktiven merkantilistischen Regelungen in einigen ausgesuchten Industriebereichen allmählich abbaute, wenn eine bestimmte Industrie auch mit denen in Großbritannien und dem Deutschen Reich konkurrieren konnte. Dennoch gelang es Frankreich im gesamtwirtschaftlich immens bedeutsamen Bereich der Stahlproduktion nicht, den Rückstand zu den beiden oben genannten Nationen aufzuholen, obgleich sie ihren Stahlausstoß bis 1913 schneller vergrößert hatte, als jedes andere europäische Land. Am Vorabend des Ersten Weltkrieges war Frankreichs Industrie also weitgehend konsolidiert, der des Deutschen Reiches aber zumindest in den Bereichen der Stahlindustrie und des Bergbaus weit unterlegen.

## Industriesektoren und Bergbau

### Bergbau
Frankreichs größten industriellen Standortnachteil macht die Kohleknappheit aus. Die französische Kohle war darüber hinaus zur Koksherstellung ungeeignet. Das Fehlen von hochwertiger Kohle erhöhte die Kosten der Eisen- und Stahlproduktion enorm, da diese Kohle zu hohen Preisen aus Großbritannien und aus Deutschland importiert werden musste. Die Kohleknappheit, die zum einen den naturräumlichen Gegebenheiten, zum Teil aber auch durch die Gebietsverluste durch die  Abtretung Elsaß-Lothringens 1871 zugeschrieben werden muss, belasteten Frankreich schwer. Man musste das Metallerz nun entweder in die Kohleregionen transportieren, oder aber die Kohle in Regionen mit Erzförderung verbringen, wo sich daraufhin, wie im Loire-Becken, ein Großteil der französischen Schwerindustrie ansiedelte. Beides verursachte hohe Transportkosten. Eine Besserung stellte sich erst nach und nach mit dem Aufbau des Eisenbahnnetzes ein, da die mit der Eisenbahn erreichbare Transportkapazität höher lag als die auf der Straße oder auf schiffbaren Kanälen. Daher geht der Bau der Eisenbahn vor allem auf den Bergbau zurück. So wurde die erste Linie von Saint-Étienne nach Andrézieux eingerichtet, um Kohle vom Bergwerk zu den benachbarten Kanälen zu transportieren.

### Metallverarbeitende Industrie
Die Metallverarbeitende Industrie ist durch den Produktionsprozess der Verhüttung, sowie wegen des hierzu benötigten Erzes und der Kohle für den Schmelzprozess, mit dem Bergbau eng vernetzt. Die Probleme des Bergbaus behinderten deshalb auch die metallverarbeitende Industrie, die nur teilweise durch Neuerungen in der Schmelztechnik wettgemacht werden konnten.
Verursacht durch Frankreichs Waldreichtum einerseits und Knappheit an mineralischer Kohle andererseits, wurde der Holzkohlehochofen noch sehr lange und zur Metallverhüttung eingesetzt, so dass die Eisenproduktion durch Kokshochöfen noch 1850 nur 50 Prozent der Gesamtproduktion ausmachte. Die Etablierung von großen Schwerindustriezentren benötigte zum Teil auch wegen der in den Wäldern verstreut gelegenen Holzkohleschmelzen mehr Zeit, als dies zum Beispiel im Deutschen Reich der Fall war. Insgesamt war die metallverarbeitende Industrie trotz großer Werke wie Le Creusot und Schneider zunächst nicht international konkurrenzfähig. Dadurch war eine protektionistische Zollpolitik notwendig, um den Binnenabsatzmarkt der heimischen Metallindustrie zu schützen. Mit einer gewachsenen und gestärkten Industrie profitierte Frankreich im Laufe der Regierungszeit Napoleons III. wieder von einer Senkung der Zölle.

### Textilindustrie
Die Textilindustrie machte in Frankreich zwar weniger als ein Prozent am Gesamtkapital aller wirtschaftlichen Unternehmungen aus, gemessen an der großen Zahl der Arbeitskräfte zählte sie jedoch zu den wichtigsten Industrien.
Die französische Textilindustrie war bis 1850 größtenteils nicht industrialisiert. Lediglich die Baumwollindustrie machte in den ersten 50 Jahren des neunzehnten Jahrhunderts, besonders aber nach der flächendeckenden Einführung der Feinspinnmaschine, signifikante Fortschritte. Die Feinspinnmaschine brauchte allerdings von der Ersteinführung im Jahre 1782 bis zur landesweiten Verwendung lange Zeit. Diese Trägheit in der Verbreitung technischer Neuerungen beschränkte sich jedoch nicht nur auf die Textilindustrie. Sie war vielmehr ein typisches Kennzeichen der französischen Wirtschaft, die auch die Dampfmaschine schon sehr früh verwendet hatte, und den Kokshochofen bereits seit 1785 kannte.
Die technischen Neuerungen zur Verarbeitung der Rohbaumwolle waren schon früh bekannt und auch die Organisation der Produktion im Fabriksystem war um 1830 weitgehend abgeschlossen. Die Baumwolle verarbeitende Industrie war der ‚Motor’ des Wachstums und des Entstehens anderer Industriezweige, indem sie eine gewaltige Nachfrage nach Webstühlen und Maschinen schuf und eine Vielzahl von Arbeitskräften beschäftigte.
In den anderen textilverarbeitenden Wirtschaftszweigen, mit Ausnahme des Textildrucks, setzten sich technische und organisatorische Neuerungen in der ersten Hälfte des neunzehnten Jahrhunderts nur langsam durch. Nach 1850 expandierten viele französische Textilunternehmen, was die Handwerker des Textilbereiches – die ländlichen Weber und Spinner – zwang, sich mit Niedriglöhnen abzufinden oder die Produktion gänzlich einzustellen. Von 1880 an verlangsamte sich das Wachstum der französischen konsumgüterorientierten Textilindustrie wieder, auch wenn nun auch die Hanf-, Wolle-, Jute- und Leinenverarbeitenden Industrien zunehmend technisiert wurden. Begründet werden kann diese – im Gegensatz zu den anderen durchaus florierenden Industrien – atypische Abschwächung des Wachstums mit der ausgeprägten Binnenmarktausrichtung Frankreichs einerseits und einer Verringerung des Lebensstandards der Bevölkerung andererseits, die nun nicht mehr in der Lage war, ebenso viel Geld wie zuvor für Textilprodukte auszugeben. Die gleichzeitige Verlangsamung des Bevölkerungswachstums verstärkte die weniger schnell steigende Nachfrage nach Textilien weiter.
Die Textilindustrie profitierte auch von Fortschritten und technischen Neuerungen im chemischen Bereich. Sie benötigte die von Chemiewerken produzierten Bleich-, Appretur- und Färbemittel, die die Technik des Textildrucks erst möglich machten. Ein weiterer wesentlicher Durchbruch für den Bedruck von Stoffen ergab sich aus der Entdeckung der künstlichen, vergleichsweise preisgünstigen Herstellung des Ultramarin, der als blauer Farbstoff diente. Bunter, insbesondere blauer Stoff wurde durch diese Entdeckung preisgünstiger und so für breitere Schichten erschwinglich.

### Chemische Industrie
Nachdem schon im Kaiserreich das Verfahren der Natronherstellung aus Salz sowie die Herstellungsverfahren von Schwefelsäure und Salzsäure entdeckt und industriell nutzbar gemacht worden waren, konnten diese Produkte in der Industrie angewandt werden.
Auch der Ertrag der Landwirtschaft konnte durch den Fortschritt auf dem Gebiet der Chemie erhöht werden. So stellte die Gewinnung von Zucker aus der Zuckerrübe durch den Einsatz von Knochenkohle, Kalk und Kohlensäure eine Möglichkeit dar, die Zuckerknappheit nach dem Verlust vieler überseeischer Besitzungen zu mildern und später gänzlich aufzufangen.

## Verkehrspolitik
Da die Transportkosten einen großen Anteil an den Produktionskosten und der damit verbundenen internationalen Konkurrenzfähigkeit von Industrien ausmachen, waren sämtliche französische Regierungen von jeher bemüht, die Verkehrsinfrastruktur zu verbessern.

### Straßenbau
Die straßenbauliche Infrastruktur Frankreichs war, aufgrund des immer noch vorhandenen und zum Teil noch weiter ausgebauten alten römischen Verkehrswegenetzes der britischen in weiten Teilen überlegen. Viele der alten Straßen befanden sich jedoch in einem desolaten Zustand, weswegen sich alle Regierungen im achtzehnten und neunzehnten Jahrhundert bemühten, das Straßen- und Wegenetz instand zu setzen und weiter auszubauen. Während der Französischen Revolution und der Zeit des Kaiserreichs war dieses Bemühen jedoch aufgrund der nötigen Kriegsanstrengungen nicht von Erfolg gekrönt, sodass sich das staatliche Straßennetz 1815 in einem denkbar schlechten Zustand befand. Nach Investitionen in Reparatur und Ausbau wurde das allgemeine Netz mit seinen Hauptverkehrsachsen ab 1830 um kleinere Départementstraßen erweitert. Nach weiteren Verbesserungen verfügte Frankreich um 1848 über ein Gesamtstraßennetz von etwa 100.000 Kilometern.
Am besten ausgebaut war das Straßennetz des Nordostens mit seiner Schwerindustrie, dem langen Grenzverlauf, der Nähe zur Hauptstadt und den für den Straßenbau ausgezeichneten naturräumlichen Gegebenheiten. Die geringeren Transportkosten durch diese gute Infrastruktur trugen zum weiteren Wachstum und zur internationalen Konkurrenzfähigkeit der Loire-Region bei.

### Kanalbau
Trotz des im internationalen Vergleich hervorragenden Straßennetzes reichte dieses nicht mehr aus, um den stetig anwachsenden industriellen Bedarf an Roh- und Brennstoffen kosteneffizient zu transportieren. Nur Wasserstraßen konnten zunächst den Bedarf der Industrie decken. Gleichzeitig mit der Verbesserung der Straßen wurde daher auch der Kanalbau in Angriff genommen. Etwa zwei Drittel der Kanäle Frankreichs entstanden in der Zeit von 1814 bis 1848. Das insgesamt 7000 Kilometer lange Wasserstraßennetz Frankreichs war allerdings verglichen mit dem Großbritanniens und der Deutschen Länder unzulänglich und behinderte ein Schritthalten in der industriellen Entwicklung mit diesen Wirtschaftsräumen nachhaltig.

### Eisenbahnbau
1827 wurde eine 21 km lange Pferdebahn zwischen Saint-Étienne und Andrézieux im Zentralmassiv eröffnet. Sie wurde bereits nach englischem Vorbild in Normalspurweite gebaut und diente als Abfuhrstrecke für Kohlezechen. 1830 kamen erstmals zwei von Marc Seguin gebaute Dampflokomotiven zum Einsatz, die den Pferdebetrieb jedoch nur ergänzten. 1832 wurde die Linie nach Lyon verlängert und war auf diesem Abschnitt bereits zweigleisig. Die erste, ausschließlich dampfbetriebene Eisenbahnstrecke Frankreichs war die 1837 eröffnete Strecke Paris – Saint-Germain-en-Laye.
Nachdem die erste Eisenbahn im Jahre 1823 mit königlichem Privileg gebaut worden war, sicherte sich das Parlament die alleinigen Rechte zur Erteilung diesbezüglicher Baugenehmigungen. Das französische Streckennetz entstand meist durch Zusammenwirken des Staats mit dem Privatkapital, da sich letzteres allein zum Ausbau des Netzes nicht als ausreichend erwies. Die Formen der Staatsunterstützung waren mannigfaltiger Art: bare Zuschüsse in Geld oder Grund und Boden (bis 1884 in einer Gesamtsumme von mehr als 1½ Milliarden Franc), staatlicher Kauf von Anteilsscheinen sowie Zinsgarantie-Zuschüsse infolge eines Gesetzes vom 11. Juni 1859 für sechs große Eisenbahngesellschaften, denen jeweils eine Großregion zum Aufbau eines Netzes zugewiesen wurde. Mit Einschluss der Zuschüsse für die algerischen Bahnen bis 1883 erreichte der Gesamtbetrag dieser Zuschüsse 700 Millionen Francs. Nur zwei dieser Gesellschaften, die der Nordostbahn und die der Linie Paris-Lyon-Marseille, arbeiteten so erfolgreich, dass sie die Zinsgarantie nicht in Anspruch nehmen mussten. Dazu kam die Begünstigung von Fusionen, lange Konzessionsdauer und milde Handhabung des staatlichen Beaufsichtigungsrechts. Der Staat übernahm auch selbst den Unterhalt für einige nicht profitable Linien.
Durch diese Mechanismen vollzog sich der Aufbau eines flächendeckenden Eisenbahnnetzes letztendlich langsamer als in anderen europäischen Ländern, sodass Frankreich im Jahre 1850 im Bereich des Eisenbahnbaus hinter Großbritannien und den deutschen Ländern zurücklag und mit 3000 Kilometern lediglich ein halb so langes Schienennetz hatte, wie die deutschen Staaten zur gleichen Zeit. Die Gesamtlänge des französischen Eisenbahnnetzes lag Anfang 1885 bei über 30.000 km.
Siehe auch: Geschichte der Eisenbahn in Frankreich

## Bevölkerung
In Frankreich fand, im Gegensatz zu Großbritannien, nur eine langsame Verstädterung statt. Während 1851 74,5 Prozent der Menschen auf dem Land lebten, waren es 60 Jahre später immer noch 55,8 Prozent. Die Verschiebung der Bevölkerungsanteile vom Land auf die Stadt ist dabei nicht ausschließlich auf Binnenmobilität zurückzuführen, sondern auf die deutlich höheren Geburtenrate in den Städten. Die Anzahl der Menschen, die tatsächlich vom Land in die Stadt zogen, lag niedriger als die obigen Zahlen suggerieren. Dieses Phänomen lässt sich zum Teil mit dem weiter bestehen bleibenden, ländlich-protoindustriellen Gewerbe, sowie dem Erfolg des Verlagssystems erklären, dass in Teilen Frankreichs bis ins zwanzigste Jahrhundert hinein Bestand hatte. Dies schützte viele Menschen vor schneller Verelendung und gab der Bevölkerung etwa zwei Generationen Zeit, sich auf die neuen Verhältnisse in einem industrialisierten Land einzustellen. Auch in Frankreich gab es Armut; sie erreichte jedoch zu keinem Zeitpunkt Dimensionen wie in Teilen der Bauernschaft in Großbritannien oder bei den Webern in Schlesien. So gesehen hatte Frankreichs langsamere Industrialisierung und die somit ausbleibende echte industrielle Revolution nicht notwendigerweise negative Auswirkungen auf das Leben der Bevölkerung. Auch wenn die Löhne im Laufe der Industrialisierung absanken, was zum Beispiel am langsameren Wachstum der konsumgüterorientierten Textilindustrie erkennbar ist, blieb ein Verarmen großer Bevölkerungsschichten aus.